# Jamburgi egyezmény
A jamburgi egyezmény vagy jamburgi szerződés Oroszország és Magyarország között fennálló egyezmény, amelynek értelmében Magyarország 1989-ben 0,5, 1990-ben 1, 1991-ben 1,5, 1992 és 1998 között 2 milliárd köbméter földgázt importálhatott Oroszországból, az 1999 és 2008 közötti időszakra pedig évi 2 milliárd köbméter földgáz vásárlására kapott opciót. 1998-ig az import nagy részét (1989-ben 0,2, 1990-ben 0,7, 1991-ben 1,2, 1992 és 1998 között 1,7 milliárd köbmétert) beruházási hozzájárulás ellenértékeként kapott az ország. A jamburgi egyezmény azért is különleges, mert a hazai beruházási hozzájárulást nem a rendkívül hideg éghajlatú sarkvidéki Jamburgban kellett megvalósítani, hanem a mai Kazahsztán területére eső Tengizben.